# Indie na Hopmanově poháru
Indie soutěžila v Hopmanově poháru v roce 2007 a 2008, kdy skončila v základní skupině.

## Tenisté
Tabulka uvádí seznam tenistů Indie, kteří reprezentovali organizaci na Hopmanově poháru.
| Jméno          | Celkem V-P | Dvouhra V-P | Čtyřhra V-P | Poprvé | Počet startů |
| Rohan Bopanna  | 6–6        | 0–6         | 6–0         | 2007   | 2            |
| Sania Mirzaová | 9–3        | 3–3         | 6–0         | 2007   | 2            |

## Výsledky
| Rok  | Fáze soutěže     | Místo konání         | Soupeř        | Výsledek | Stav   |
| ---- | ---------------- | -------------------- | ------------- | -------- | ------ |
| 2007 | Základní skupina | Burswood Dome, Perth | Česko         | 2–1      | Výhra  |
| 2007 | Základní skupina | Burswood Dome, Perth | Chorvatsko    | 2–1      | Výhra  |
| 2007 | Základní skupina | Burswood Dome, Perth | Španělsko     | 1–2      | Prohra |
| 2008 | Základní skupina | Burswood Dome, Perth | Spojené státy | 1–2      | Prohra |
| 2008 | Základní skupina | Burswood Dome, Perth | Austrálie     | 2–1      | Výhra  |
| 2008 | Základní skupina | Burswood Dome, Perth | Česko         | 1–2      | Prohra |